# Simulium arenicola
Simulium arenicola är en tvåvingeart som beskrevs av Liu, Gong, Zhang, Luo och Shu Wen An 2003. Simulium arenicola ingår i släktet Simulium och familjen knott. Inga underarter finns listade i Catalogue of Life.